# Galium debile
Galium debile là một loài thực vật có hoa trong họ Thiến thảo. Loài này được Desv. mô tả khoa học đầu tiên năm 1818.